# EN 4179
EN 4179 est une norme européenne (EN) adoptée en France (NF) ayant pour objet la qualification et l'agrément du personnel pour les contrôles non destructifs, en date d'avril 2006, dans la série Aérospatiale. Elle a pour équivalence NAS 410, une nouvelle norme mondiale unique en vigueur depuis janvier 2004 en France.

## Résumé
La présente norme établit les exigences minimales de qualification et de certification du personnel impliqué dans les contrôles non destructifs (CND). Ces exigences sont relatives à la formation, à l'expérience et aux examens du personnel effectuant des CND dans l'industrie aérospatiale : fabrication, prestations, maintenance et révision.
Dans certains secteurs d'activité, elle peut être complétée par d'autres documents spécifiques comme CER/COSAC-PR-001 pour l'aéronautique.